# یوسوکه ترادا
یوسوکه ترادا (انگلیسی: Yosuke Terada؛ زادهٔ ۸ ژوئیهٔ ۱۹۸۷) بازیکن فوتبال اهل ژاپن است.